# Aggreko
Aggreko ist ein britisches Unternehmen mit Firmensitz in Glasgow. Das Unternehmen vermietet Großanlagen zur Stromerzeugung. Des Weiteren bietet es Anlagen im Bereich der Temperaturregelung wie Kühltürme und Wärmetauscher sowie der Drucklufterzeugung an.

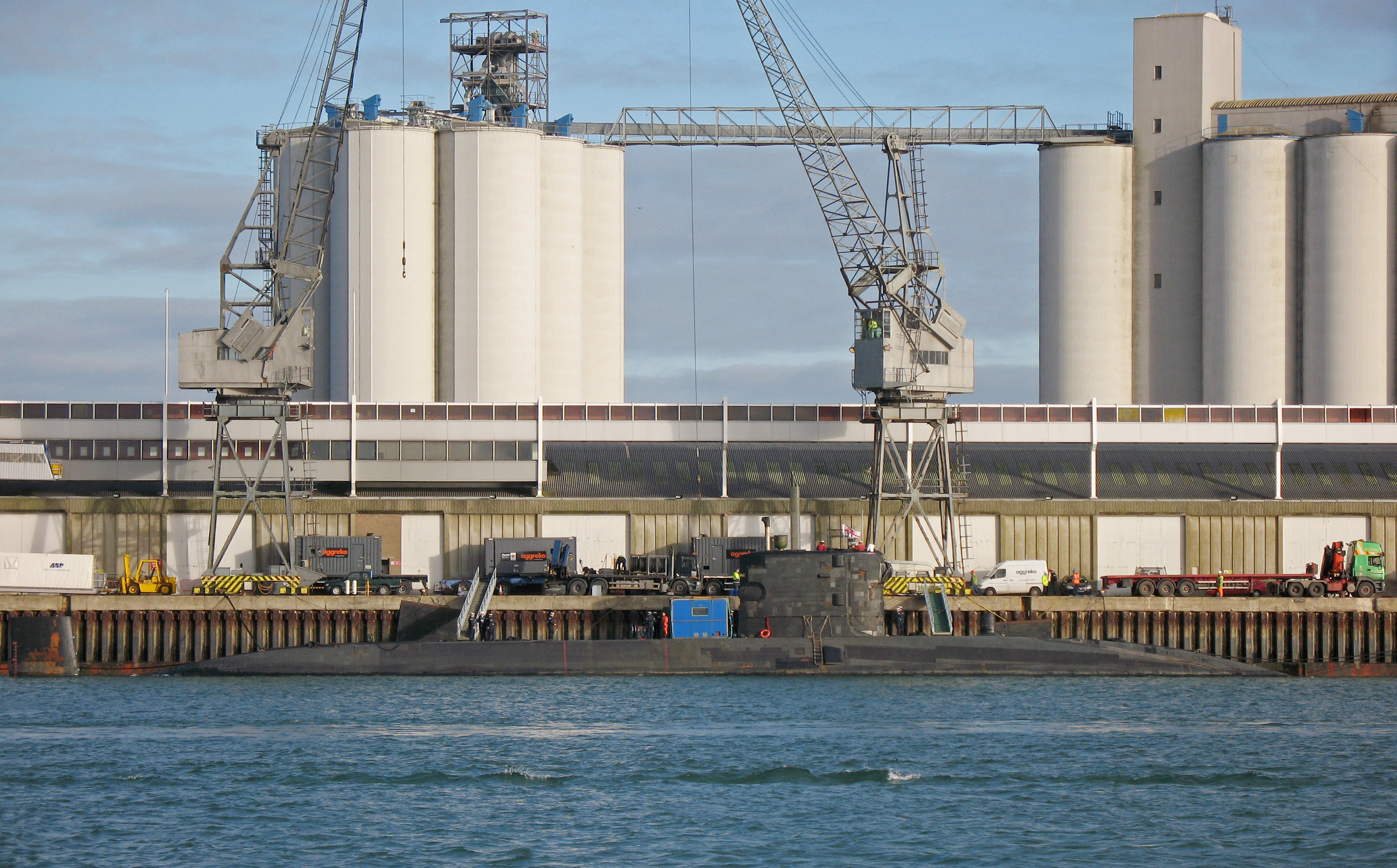
Aggreko-Lastwagen an Land und Aggreko-Aggregat an Bord des Atom-U-Bootes HMS Trafalgar

## Unternehmensgeschichte
Aggreko wurde 1962 in den Niederlanden gegründet und verlagerte 1974 seinen Unternehmenssitz nach Schottland. Das Unternehmen wurde 1984 von der Salvesen Group übernommen. 1997 ging Aggreko als eigenständiges Unternehmen an die Börse in London. In den folgenden Jahren wurden in vielen Regionen weltweit Beteiligungen erworben und Niederlassungen gegründet. Das Unternehmen hat Niederlassungen in 45 Ländern weltweit und beschäftigt mehr als 6.000 Mitarbeiter. Das Unternehmen war Ausrüster bei den Olympischen Sommerspielen 2008 und 2012 sowie Sponsor und Ausrüster bei den Commonwealth Games 2014.
Aggreko wurde im August 2021 von TDR Capital und I Squared Capital übernommen und von der Börse genommen.